# Manade

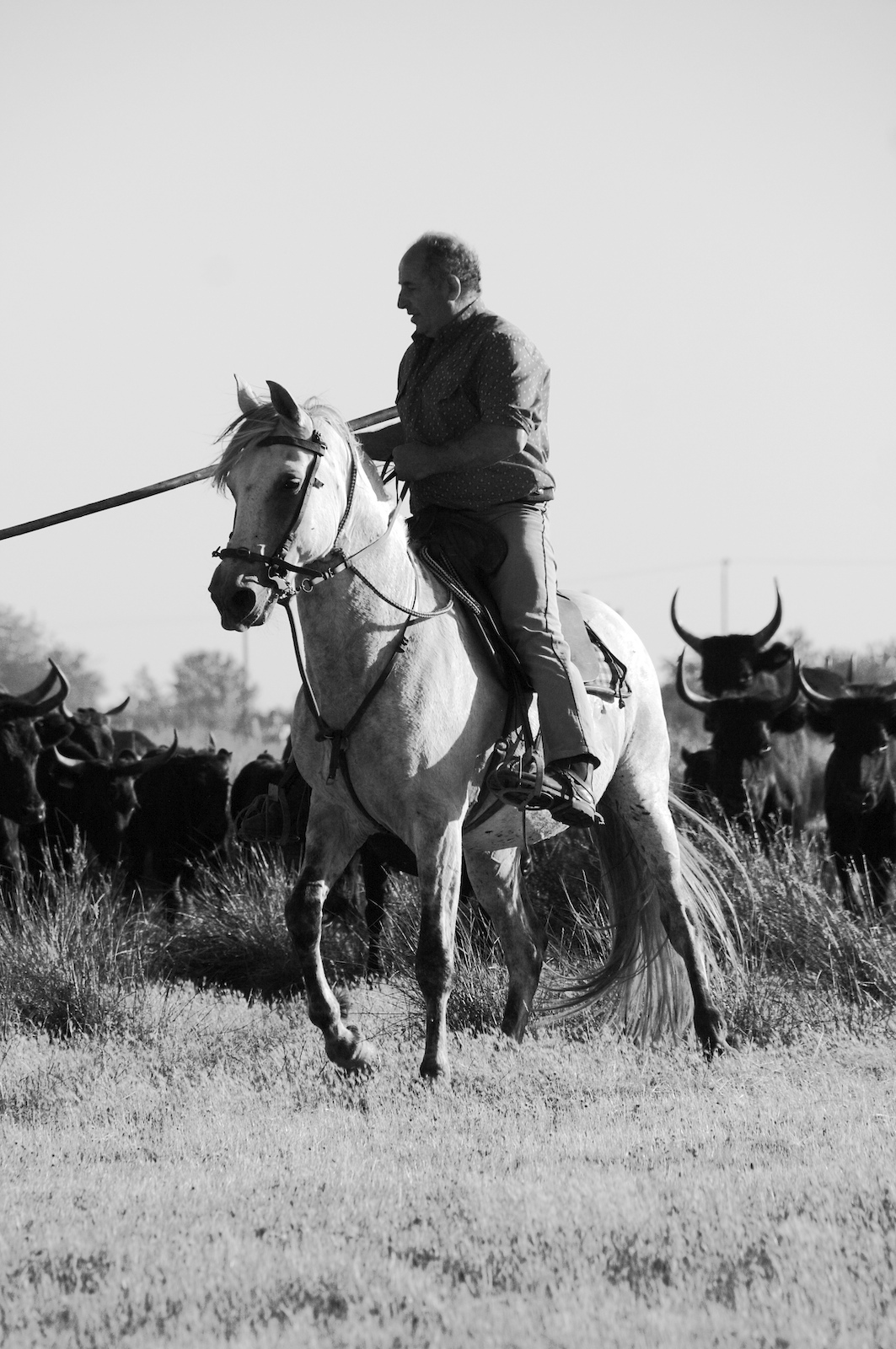
Gardian au milieu de sa manade.

Une manade (prov. manado) est un troupeau libre de taureaux, de vaches ou de chevaux conduit par un gardian, notamment en Camargue.
Elles constituent des lieux d'élevage extensif de taureaux et de chevaux de Camargue pour la course camarguaise, les fêtes taurines, l'équitation et la commercialisation de leur viande.
Le taureau de Camargue est sauvage, sa robe est noire et ses cornes en lyre sont pointées vers le ciel ; il est léger, souple, rapide et combatif, il est aussi classé AOP pour sa viande.
Dans les manades, on peut assister à des ferrades (le ferrage des jeunes taurillons à la marque de la manade), ou bien au tri des taureaux ; certaines manades possèdent des arènes où des jeux de course camarguaise sont organisés.

## Présentation
La manade est dirigée par le manadier (ou la manadière), tandis que le baile en est le régisseur. Les taureaux sauvages de Camargue sont de trois sortes :
- les cocardiers ou biòus, bœufs de pure race camargue destinés à la course libre, ou course provençale, ou course à la cocarde[2],[3] ;
- les taureaux croisés entre les races camargue et espagnole destinés aux « capeas » et « corridas économiques »[3] ;
- les taureaux de pure race espagnole ou portugaise destinés aux corridas formelles qui sont, selon la définition en usage donnée par Robert Bérard, « des courses de taureaux avec des bêtes âgées d'au moins quatre ans, avec picador et mise à mort[4] ». Parmi les manades les plus réputées en caste et présentation, on trouve celles de Hubert Yonnet, Lucien Tardieu, Pourquier, François André[3],[5].

Les manades sont répandues principalement en Crau, en Camargue de Provence, ou dans la Petite Camargue du Languedoc, comme à Aimargues. Le mot « manade », employé pour les troupeaux de gros bétail, désignait aussi autrefois les troupeaux de moutons.

## Liste des manades par ordre alphabétique
- Haut – A
- B
- C
- D
- E
- F
- G
- H
- I
- J
- K
- L
- M
- N
- O
- P
- Q
- R
- S
- T
- U
- V
- W
- X
- Y
- Z

### A
- Agnel frères (anciennement manade Michel Lagarde)
- L’Amarée
- Arlatenco
- Aubanel Baroncelli Santenco

### B
- des Baumelles
- Bec
- Jean-Marie Bilhau
- Blatière-Bessac

### C
- Chauvet
- Cuillé frères

### F
- Fabre-Mailhan
- Fanfonne Guillierme
- Félix

### J
- Jalabert
- du Joncas

### L
- Laurent

### M
- Margé

### N
- Nicollin

### R
- Raynaud

### S
- Saint-Gabriel
- Saint-Pierre
- Saumade
- Lou Simbèu
- Thibaud Frères